# Филдинг, Бэзил, 4-й граф Денби
Бэзил Филдинг (англ. Basil Feilding; 1668 — 18 марта 1717) — английский аристократ, 4-й граф Денби, 4-й виконт Филдинг и 4-й барон Филдинг в пэрстве Англии, 3-й граф Десмонд, 3-й виконт Каллан и 3-й барон Филдинг в пэрстве Ирландии с 1685 года. Унаследовал титулы и владения после смерти отца, Уильяма Филдинга.
Граф был женат на Эстер Фейрбрас, дочери сэра Бэзила Фейрбраса, 1-го баронета, и Элизабет Хоу. В этом браке родились восемь детей:
- Фрэнсис (умерла приблизительно в 1734), жена Дэниела Финча, 8-го графа Уинчелси[2];
- Диана, жена полковника Рандольфа Мариотта[3][4];
- Уильям (1697—1755), 5-й граф Денби;
- сын (умер во младенчестве);
- четыре дочери (умерли во младенчестве);
- Чарльз (1717—1746)[5].